# Ingrid Vidal
Ingrid Julieth Vidal Isaza (22 d'abril de 1991 a Palmira, Valle) és una futbolista colombiana que juga com a davantera, actualment al club Orsomarso Sportivo Clube Femení i en la selecció nacional de Colòmbia. Va fer el seu debut en la selecció en un partit contra Perú el 17 de novembre de 2009. Ingrid va néixer a Palmira, Valle del Cauca, i va iniciar la seva carrera el 2009 amb Generaciones Palmiranas. El 2011 va jugar a l'equip Kansas Jayhawks dels Estats Units, retornant a Generaciones Palmiranas després d'una temporada. El 2017 va ser traspassada al Orsomarso Sportivo Clube Femení de Colòmbia.

## Clubs
- 2009-2011 - Generacions Palmiranas
- 2011 - Kansas Jayhawks
- 2012 - Generacions Palmiranas
- 2017 - Orsomarso Sportivo Clube Femení